# Intergroupe francophone du myélome
 (février 2016).
Pour les articles homonymes, voir IFM.
L’Intergroupe francophone du myélome (IFM) est un groupe coopérateur en hématologie créé en 1994. Il regroupe des cliniciens et des biologistes de France et de Belgique, hématologistes, qui ont pour but d’optimiser les efforts de la recherche fondamentale et clinique sur le myélome. 

## Fonctionnement
La recherche clinique se fait à travers des protocoles thérapeutiques dont l’objet est de répondre soit à l’intérêt de l’adjonction d’un nouveau médicament (non encore disponible sur le marché) dans l’amélioration de la réponse au traitement et de la durée de celle-ci soit dans la recherche du meilleur déroulement du traitement ; plusieurs milliers de patients ont été inclus dans les essais cliniques de l’IFM depuis la création du groupe, au sein de la centaine de centres hospitaliers publics et privés membres de cet Intergroupe. 

## L'apport de l'IFM
L’apport de l’IFM dans la prise en charge des patients atteints de myélome, ainsi que dans la recherche sur la maladie a été majeur. Ainsi, l’IFM a permis de démontrer pour la première fois au monde la supériorité d’un traitement intensif avec autogreffe de moelle ou de cellules souches par rapport à un traitement classique non intensif, chez des patients âgés de moins de 65 ans.
Cette recommandation thérapeutique  est toujours la référence actuellement.
Enfin, en 2007, une nouvelle étude IFM a montré pour la première fois que le traitement de référence pour les patients âgés de plus de 65 ans n’était plus l’association de deux médicaments (utilisée depuis les années 1970), mais que l’association de trois médicaments donnait de meilleurs résultats du point de vue de la réponse et de la survie globale ; désormais le traitement des patients atteints de myélome comprend toujours 3 drogues.
Au plan de la recherche biologique, l’IFM a joué un rôle majeur dans la démonstration de l’hétérogénéité de cette maladie, en particulier en ce qui concerne la place des anomalies chromosomiques dans la détermination du pronostic de la maladie.
Enfin les chercheurs tentent d’aller toujours plus loin dans la reconnaissance d’éventuelles cellules résiduelles dites « dormantes » qui pourraient être à l’origine de la reprise de la maladie.
Ainsi, l’IFM a joué depuis 20 ans un rôle majeur dans la compréhension et le traitement du myélome et est actuellement sans doute le groupe thérapeutique le plus reconnu au monde. 